# Katalin Partics
Katalin Partics (Κατερίνα Πάρτιτς; Budapest, 22 ottobre 1976) è una pentatleta ungherese naturalizzata greca.

## Palmarès
In carriera ha conseguito i seguenti risultati:
per l' Ungheria:
- Mondiali:

Città del Messico 1998: bronzo nel pentathlon moderno a squadre.
- Europei

Mosca 1997: bronzo nel pentathlon moderno staffetta a squadre.
per la  Grecia:
- Europei

Albena 2004: bronzo nel pentathlon moderno individuale.